# کاخ‌موزه گرگان
 کاخ‌موزه گرگان  یک موزه باستان‌شناسی است که در شهر گرگان قرار دارد. 

## پیشینه
کاخ‌موزه گرگان یکی از ۱۲ کاخ خانواده پهلوی در کشور و محل اقامت این خانواده در منطقه بوده است. پس از مرمت به کاخ موزه گرگان تبدیل شده است. این کاخ موزه اولین موزه شمال، چهارمین موزه تخصصی باستان‌شناسی و بیست‌وچهارمین موزه کشور محسوب می‌شود.

کاخ‌موزه گرگان در سال ۱۳۴۳ خورشیدی همزمان با افتتاح پارک شهر، کتابخانه و ایستگاه راه‌آهن گرگان به طور رسمی افتتاح گردید و در همین زمان این موزه شامل ۱۵۲ قلم آثار و اشیاء تاریخی و فرهنگی از هزاره پنجم قبل از میلاد تا اوایل دوره اسلامی بود.

این اثر در تاریخ ۲۶ آذر ۱۳۳۶ به شماره ثبت ۱۵۳۸ به عنوان یکی از آثار ملی ایران به ثبت رسیده است و با مرمت و بازسازی در ۲۴ اردیبهشت ۱۳۸۸ افتتاح شده است.

## ساختمان
ساختمان کاخ در مرکز شهر در پارک شهر (گرگان) قرار دارد. این بنا در دوره پهلوی اول بر روی فونداسیون ساختمانی متعلق به دوره صفوی احداث شده و مساحت آن ۲۵۰ متر مربع و در دو طبقه و سقف شیروانی می‌باشد.

## بخش‌های موزه
دو بخش اصلی موزه شامل بخش معرفی مشاهیر استان گلستان و بخش اشیاء سلطنتی می باشد. همچنین در بخشی دیگر از موزه، فضایی تحت عنوان نمایشگاه موقت قرار دارد که به نمایش موضوعات مختلف تاریخی و هنری پرداخته است. در حیاط موزه سنگ قبرهایی از قرن ۸ تا ۱۴ هجری قمری به تماشا گذاشته شده است. در سالن باستان‌شناسی آن نیز زوایایی از تاریخ سرزمین باستانی گرگان از ۵۰۰۰ سال پیش تا اواخر دوره قاجاریه به نمایش درآمده است.

### مشاهیر استان گلستان
تندیس علما، دانشمندان و فرهیختگان ناحیه گرگان قدیم و استرآباد از قرن سوم تا دوره پهلوی معرفی شده‌اند.

### اشیاء سلطنتی
اشـیای سلطـنتی مربوط به مبلمان کاخ و ۱۰۰ قلم از لوازم و اشیای دوره پهلوی، استراحتگاه خانواده پهلوی به نمایش گذاشته شده است. 

## زمان بازدید
- شش ماهه اول سال از ساعت ۹ تا ۲۰
- شش ماهه دوم سال از ساعت ۸ تا ۱۸

## امکانات
- سرویس بهداشتی
- راه دسترسی آسفالت